# NGC 7018
NGC 7018 је елиптична галаксија у сазвежђу Јарац која се налази на NGC листи објеката дубоког неба.
Деклинација објекта је - 25° 25' 45" а ректасцензија 21h 7m 25,4s. Привидна величина (магнитуда) објекта NGC 7018 износи 13,5 а фотографска магнитуда 14,5. NGC 7018 је још познат и под ознакама ESO 529-27, MCG -4-49-15, VV 764, AM 2104-253, PGC 66141.